# Bolxoi Dvor
Bolxoi Dvor (en rus: Большой Двор) és un poble de l'óblast de Leningrad, a Rússia, pertany al districte rural de Boksitogorski. El 2017 tenia 34 habitant.